# Letizia Battaglia

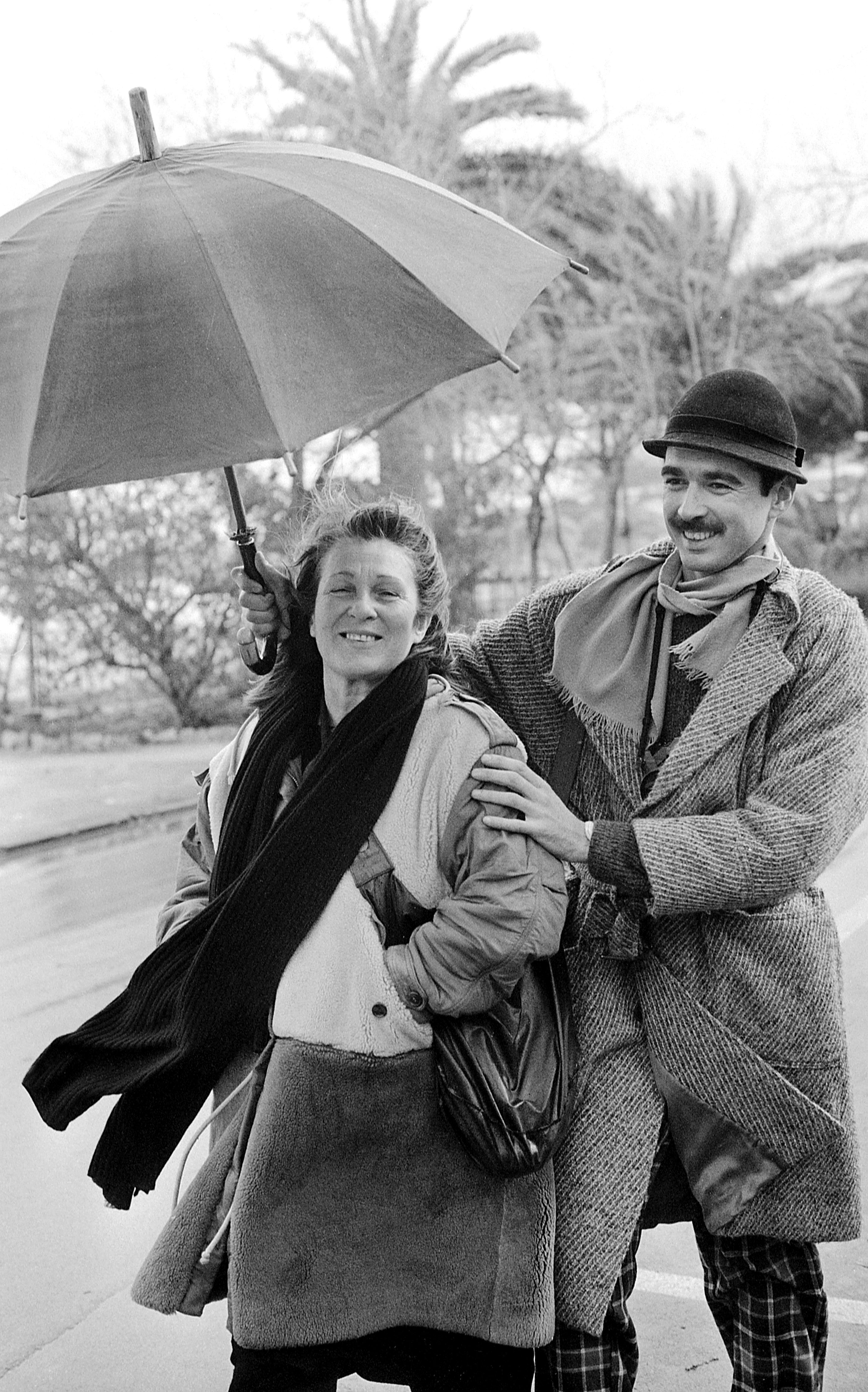
Letizia Battaglia met Franco Zecchin in 1987.

Letizia Battaglia (Palermo, 5 maart 1935 – Cefalù, 13 april 2022) was een Italiaanse journalist en fotograaf. Ze werd als fotograaf vooral bekend door haar foto's met betrekking tot de maffia in Sicilië. 

## Biografie
Battaglia trouwde heel jong en kreeg drie dochters. Na haar scheiding in 1971 volgde ze een studie fotografie. In 1974 keerde ze terug naar Sicilië, na in Milaan gewoond te hebben. Ze ging aan de slag bij de krant L'Ora, tot diens sluiting in 1992. 
Battaglia nam meer dan 600.000 foto's, waaronder veel die de werking en de gruweldaden van de maffia vastlegden. Daarnaast was ze enige tijd als groene politicus actief. Ze zetelde in de gemeenteraad van Palermo (1985-1991) en was plaatsvervanger in het parlement van Sicilië (1991-1996). Battaglia richtte ook het vrouwenblad Mezzocielo op. 
Een van haar foto's vormde doorslaggevend bewijs in 1993, dat ex-premier Giulio Andreotti gelinkt was aan de maffia. 
In 2008 was ze te zien in de film Palermo Shooting van Wim Wenders, als zichzelf.
Battaglia overleed in 2022 op 87-jarige leeftijd.

## Erkentelijkheid
- 1985 - W. Eugene Smith Grant in Humanistic Photography.
- 1999 - Lifetime Achievement van het Mother Jones International Fund
- 2007 - Erich Salomon-Preis van het Deutschen Gesellschaft für Photographie (DGPh)[4]
- 2009 - Cornell Capa Infinity Award  van het International Center of Photography[5]